# 畑山和也
畑山 和也（はたやま かずや）は新潟県在住の日本のアマチュア天文家。東亜天文学会会員、新潟天文研究会所属。

## 人物
2001年8月18日にはくちょう座に7.0等の新星はくちょう座V2275星を発見した。この新星は先に多胡昭彦も発見しており独立発見となった。
この功績で東亜天文学会より天体発見賞、日本天文学会より天体発見功労賞を受賞している。
新潟天文研究会で１９９６年から２０１２年にかけて光害調査・スターウオッチングを担当。光害調査を含む同会の活動が環境省に認められ、2008年10月に環境省・全国協議会会長賞・団体の部「天の川賞」の受賞に貢献した。